# 1999年6月逝世人物列表
1999年逝世人物列表：1月 - 2月 - 3月 - 4月 - 5月 - 6月 - 7月 - 8月 - 9月 - 10月 - 11月 - 12月
1999年6月逝世人物列表，是用于汇总1999年6月期间逝世人物的列表

## 依日期排序

### 1日
- 勞埃德·伯克（Lloyd L. Burke），74歲，美國陸軍士兵，榮譽勳章獲得者。
- 克裡斯托弗·科克雷爾（Christopher Cockerell），88歲，英國工程師和氣墊船的發明者。[1]
- 奧利維爾·德佈雷（Olivier Debré），79歲，法國抽象畫家。[2]
- 格特·萊迪格（Gert Ledig），77歲，德國作家。[3]
- 克裡斯·米羅（Cris Miró），33歲，阿根廷藝人和媒體人，淋巴瘤。
- 比約恩·斯皮羅（Bjørn Spiro），90歲，丹麥電影演員。

### 2日
- 阿卜杜勒阿齊茲·薩卡夫，47歲，葉門人權活動家和記者，死於（精心策劃的）車禍。[4]
- 瓦茨拉夫·本達，52歲，捷克羅馬天主教活動家和數學家。[5]
- Junior Braithwaite，50歲，牙買加雷鬼音樂家，被殺。
- 基思·格莱德希尔，88歲，美國網球運動員。
- 葉夫亨·伊夫琴科，60歲，蘇聯運動員和奧運獎牌得主。[6]
- 布拉戈耶·约沃维奇，黑山塞族二戰遊擊隊員和切特尼克。
- 羅恩·雷諾茲，71歲，英格蘭足球守門員。[7]
- 安迪·辛普金斯，67歲，美國爵士貝斯手，死於胃癌。[8]
- 羅伯特·索貝爾，68歲，美國作家和學者。[9]

### 3日
- 伊塔洛·阿洛迪（Italo Allodi），71歲，義大利足球運動員和經理。[10]
- Helge Bronée，77歲，丹麥足球運動員。
- 彼得·布劳（Peter Brough），83歲，英國廣播口技師。[11]
- Bernardin Mungul Diaka，65歲，剛果/扎伊爾外交官和政治家。
- 羅莫洛·馬切利尼（Romolo Marcellini），88歲，義大利電影導演和編劇。[12]
- 邁倫·韋納（Myron Weiner），68歲，美國政治學家和學者。[13]

### 4日
- 安·布朗，56歲，英國心理學家。[14]
- 扎卡里·費舍爾（Zachary Fisher），88歲，美國慈善家和商人。[15]
- G. S. Maddala，66歲，印度裔美國經濟學家和數學家。
- 約翰·麥基森（John McKeithen），81歲，美國律師，政治家和路易士安那州州長。[16]
- 邁克·米庫拉克（Mike Mikulak），86歲，美國橄欖球運動員。[17]
- 尤里·瓦西里耶夫，59歲，蘇聯和俄羅斯舞台和電影演員。

### 5日
- Magne Kleiven，77歲，挪威體操運動員和奧運選手。[18]
- 羅伯特·梅裡特，新斯科舍省劇作家和電影評論家。
- 梅爾·托爾梅，73歲，美國歌手和音樂家，中風。[19]
- 厄尼·威爾金斯，79歲，美國爵士薩克斯手，指揮家和編曲家，死於中風。[20]

### 6日
- 安妮·哈迪，68歲，澳大利亞女演員，死於腎功能衰竭。[21]
- 伊利亞·穆辛，95歲，蘇聯指揮家，指揮理論家。
- 曼努埃爾·拉莫斯，56歲，墨西哥拳擊手，心臟病發作而死。[22]
- Eddie Stanky，83歲，美國棒球運動員和經理，心臟病發作而死。[23]

### 7日
- 鮑勃·加伯，70歲，美國棒球運動員。[24]
- 瓊夫人，68歲，英國畫家、詩人和音樂家，心臟病發作而死。[25]
- 保羅·奧斯卡·克裡斯特勒，92歲，文藝復興時期人文主義的德裔美國學者。[26]
- 維克多·奧季耶夫，64歲，蘇聯/俄羅斯畫家和圖形藝術家。
- 查理斯·帕爾默，97歲，美國陸軍上將，心臟驟停而死。[27]
- 帕科·斯坦利，56歲，墨西哥電視藝人，被槍殺。
- 約瑟夫·范德努特，84歲，英國指揮家。[28]

### 8日
- 彼特·布洛姆（Piet Blom），65歲，荷蘭建築師。[29]
- 泰德·詹姆斯（Ted James），92歲，美式橄欖球運動員和教練。[30]
- 佐菲亞·庫拉托夫斯卡（Zofia Kuratowska），67歲，波蘭醫生和政治家。
- 科拉多·曼托尼（Corrado Mantoni），74歲，義大利演員，廣播和電視節目主持人，肺癌。
- Rosy McHargue，97歲，美國爵士單簧管演奏家。[31]
- 卡爾·摩根（Karl Z. Morgan），91歲，美國物理學家和輻射健康物理學先驅。[32]
- 弗朗西斯·肖蘭德（Francis Shorland），89歲，紐西蘭有機化學家。
- 埃米利亞諾·塔迪夫（Emiliano Tardif），71歲，加拿大傳教士，心臟併發症。
- 戈登·塔爾斯（Gordon Towers），79歲，加拿大政治家，阿爾伯塔省副省長。
- 弗雷德·萬普勒（Fred Wampler），89歲，美國政治家。

### 9日
- 阿爾·貝茨，94歲，美國奧運運動員。[33]
- 埃內斯托·卡林德里（Ernesto Calindri），90歲，義大利戲劇和電影演員，中風。[34]
- Heimo Haitto，74歲，芬蘭裔美國古典小提琴家。
- 莫裡斯·茹諾，100歲，法國作曲家。[35]
- 賈爾斯·薩瑟蘭·裡奇，95歲，美國法官和有影響力的淋巴瘤專利律師。[36]
- 安德魯·斯通，96歲，美國編劇、電影導演和製片人。[37]
- Ray Yagiello，75歲，美式橄欖球教練。[38]

### 10日
- 曼利奧·布索尼 （Manlio Busoni），92 歲，義大利影視演員。
- 肯尼斯·大衛斯（Kenneth S. Davis），86歲，美國歷史學家。[39]
- 貝拉·埃格雷西，77 歲，匈牙利足球運動員。
- 亨利·葛籣菲爾德 （Henry Grunfeld），95 歲，德裔英國商人銀行家。[40]
- 格蕾特·納茨勒 （Grete Natzler），92 歲，奧地利女演員和歌劇女高音。[41]
- Jerry Elizalde Navarro，75 歲，菲律賓藝術家。
- 倫納德·桑頓 （Leonard Thornton），82 歲，紐西蘭陸軍軍官。
- 奧斯瓦爾德·蒂波 （Oswald Tippo），87 歲，美國植物學家和教育家。[42]
- Jiří Vršťala，78 歲，捷克電影演員。[43]
- J. E. Caerwyn Williams，87 歲，威爾士學者。[44]
- 陳溪蓮，84 歲，中國陸軍將領和政治家。

### 11日
- 吉爾·夏特萊（Gilles Châtelet），55歲，法國哲學家和數學家，自殺。[45]
- 德福雷斯特·凱利，79 歲，美國演員（《星際迷航》、《OK畜欄槍戰》、《阿帕奇起義》），胃癌。[46]
- 維爾霍·努西亞寧（Viljo Nousiainen），55歲，芬蘭跳高教練。
- 戈登·斯特林，74 歲，澳大利亞政治家。

### 12日
- 奧拉·鮑爾，55歲，挪威小說家和劇作家，死於癌症。
- Jean Capdouze，56歲，法國橄欖球運動員。[39]
- 謝爾蓋·赫列布尼科夫，43歲，俄羅斯奧運速滑運動員，溺水身亡。[40]
- Jah Lloyd，51歲，牙買加雷鬼歌手，deejay和唱片製作人，死於哮喘。[41]
- J.F.鮑爾斯，81歲，美國小說家和短篇小說家。[42]
- Jalagam Vengala Rao，78歲，印度政治家。
- 比布·斯蒂爾韋爾（Bib Stillwell），71歲，澳大利亞賽車手。
- Gerd Tellenbach，95歲，德國歷史學家和學者。
- 亞歷山德拉斯·斯特羅馬斯（Aleksandras Štromas），68歲，立陶宛政治學家，持不同政見者和作家。

### 13日
- Gabriel Grüner，35 歲，義大利攝影記者，被南斯拉夫士兵拍攝。[51]
- Volker Krämer，56 歲，德國記者，被南斯拉夫士兵槍殺。[51]
- 卡洛斯·克羅伯（Carlos Kroeber），64歲，巴西演員。
- 伊戈爾·克謝諾方托夫（Igor Ksenofontov），60歲，蘇聯和俄羅斯花樣滑冰教練，心力衰竭。
- 約根·奧爾森，75 歲，丹麥足球運動員。[52]
- 謝爾·羅森，78 歲，瑞典足球運動員。[53]
- 道格拉斯·西爾，85 歲，英國演員（《阿拉丁》、《歐內斯特拯救耶誕節》、《阿瑪迪斯》）。[54]
- 迪亞布羅·貝拉斯科，80 歲，墨西哥職業摔跤手

### 14日
- 亨利·巴魯克，101 歲，法國神經精神病學家。[55]
- 庫爾特·布勞科普夫（Kurt Blaukopf），85歲，奧地利音樂社會學家。[56]
- Jack M. Campbell，82 歲，美國政治家。[57]
- 路易士·戴蒙德 （Louis Diamond），97 歲，美國兒科醫生，被稱為“兒科血液學之父”。[58]
- 奧斯瓦爾多·德拉貢（Osvaldo Dragún），70歲，阿根廷劇作家。[59]
- Bernie Faloney，66 歲，加拿大橄欖球運動員，結直腸癌。
- 安娜·麥庫恩·哈珀 （Anna McCune Harper），96 歲，美國網球運動員。[60]
- Henry “Junjo” Lawes，51 歲，牙買加唱片製作人，駕車拍攝。[61]
- 塞西爾·摩根（Cecil Morgan），100歲，美國政治家。[62]
- 漢恩·特裡爾，83 歲，德國藝術家。[63]

### 15日
- 第六代卡思卡特伯爵艾倫·卡思卡特，79歲，英國陸軍軍官。
- 西格麗德·亨克（Sigrid Hunke），86歲，二戰期間的德國黨衛軍成員，作家和新異教徒。
- 伊戈爾·霍林（Igor Kholin），79歲，俄羅斯詩人和小說作家，肝癌。[43]
- 謝爾曼·明頓（Sherman A. Minton），80歲，美國醫生、爬蟲學家和毒素學家。[44]
- Fausto Papetti，76歲，義大利中音薩克斯管演奏家。[45]
- 弗雷德·蒂特，63歲，愛爾蘭拳擊手，奧運會銀牌得主。[46]

### 16日
- 倫納特·蓋耶（Lennart Geijer），89歲，瑞典政治家和律師。
- 詹姆斯·奧塔維（James Ottaway），90歲，英國電影、電視和舞台演員。
- 劳伦斯·斯通（Lawrence Stone），79歲，英國近代早期英國歷史學家，帕金森病。[47]
- 嚎叫的上帝薩奇，58歲，英國音樂家和連續議會候選人，上吊自殺。[48]
- 马歇尔·韦恩，87歲，美國跳水運動員和奧運會冠軍（1936年）。[49]

### 17日
- 阿爾伯特·貝利，84歲，澳大利亞政治家。
- 斯坦利·福爾德，61歲，加拿大罪犯，注射死刑。
- 巴茲爾·休謨，76歲，英國羅馬天主教主教，死於癌症。[50]
- A. W. Kuchler，91歲，德裔美國地理學家和博物學家。[51]
- 保羅-埃米爾·德索薩，68歲，貝南軍官和政治人物。
- Lynn E. Stalbaum，79歲，美國政治家。[52]

### 18日
- 洛伊德·阿姆斯（Loyd Arms），79歲，美式足球運動員。[53]
- Ross Baillie，21歲，蘇格蘭田徑運動員，過敏反應併發症。[54]
- 迪爾西尼亞·巴蒂斯塔（Dircinha Batista），77歲，巴西女演員和歌手。[55]
- 鮑勃·布洛克（Bob Bullock），69歲，來自德克薩斯州的美國政治家，癌症。[56]
- 羅伯特·諾依曼（Robert G. Neumann），83歲，美國政治家和外交官。[57]
- Lothar Ulsaß，58歲，德國足球運動員，中風。
- 阿裡·塔納維（ʻAlī Ṭanṭāwī），90歲，敘利亞薩拉菲派法學家、作家和廣播員。

### 19日
- 亨利·奧爾良，90歲，法國貴族，奧爾良王位覬覦者，死於前列腺癌。[58]
- 賽義德·埃馬米，41歲，伊朗情報部副部長，自殺身亡。
- Oton Gliha，85歲，克羅埃西亞藝術家。
- Heloísa Helena，81歲，巴西女演員和歌手。
- 萊斯利·霍爾德裡奇，91歲，美國植物學家和氣候學家。[59]
- 卡邁勒·埃爾丁·海珊，78歲，埃及軍官和政治家，肝癌。
- 阿爾維德·帕爾多（Arvid Pardo），85歲，馬爾他-瑞典外交官和學者。
- 羅納德·羅賓遜（Ronald Robinson），78歲，英國歷史學家。
- 馬里奧·索爾達蒂（Mario Soldati），92歲，義大利作家和電影導演。[60]
- 倫納德·P·斯塔維斯基（Leonard P. Stavisky），73歲，美國政治家和學者，腦出血併發症。[61]
- 切薩雷奧·維克托里諾（Cesáreo Victorino），52歲，墨西哥足球運動員，交通事故。[62]

### 20日
- Gautam Chattopadhyay，51歲，印度孟加拉語歌手，詞曲作者和作曲家。
- 克利夫頓·法迪曼，95歲，美國作家，廣播電視名人，死於胰腺癌。[63]
- T. A. Goudge，89歲，加拿大哲學家和大學教授。[64]
- 芭芭拉·傑普，78歲，南非植物學家，死於肺炎。
- 尤利安·米胡，72歲，羅馬尼亞電影導演。[65]

### 21日
- 錢德拉卡拉，印度電影女演員，死於癌症。
- 埃德溫·休伊特，79歲，美國數學家。[66]
- Tuure Junnila，88歲，芬蘭經濟學家和政治家。
- Kami，26歲，日本搖滾音樂家，鼓手，腦溢血。[67]
- Karl Krolow，84歲，德國詩人和翻譯家。[68]
- 泰德·沃爾夫，76歲，美國作家。[69]

### 22日
- 瓦西拉·本·阿瑪律，87歲，突尼西亞第一夫人（1962-1986）。
- 馬克·安東尼·佈雷斯吉爾（Mark Anthony Bracegirdle），86歲，英裔澳大利亞馬克思主義革命家。
- 邁克爾·布雷德爾（Michael Bredl），83歲，德國人民音樂音樂家，收藏家和出版商。
- Luboš Fišer，63歲，捷克作曲家。[70]
- 歐金尼奧·弗洛裡特（Eugenio Florit），95歲，古巴作家、散文家、廣播演員和外交官。[71]
- 蓋伊·圖默（Guy Tunmer），50歲，南非賽車手，摩托車事故。

### 23日
- 弗朗西斯科·羅維拉·貝萊塔，85/86歲，西班牙編劇和電影導演。[72]
- 伯特·哈斯，85歲，美國棒球運動員。[73]
- 阿齊茲·伊沙克，85歲，馬來西亞自由鬥士、政治家和記者。
- 卡爾·朗格，89歲，德國電影演員。[74]
- 巴斯特·梅裡菲爾德，78歲，英國演員，腦癌。[75]
- 皮埃爾·佩羅（Pierre Perrault），71歲，加拿大紀錄片導演。[76]
- Bill Puddy，82歲，加拿大游泳運動員和奧運選手。[77]
- 格雷爾斯·泰爾（Grels Teir），83歲，芬蘭律師和政治家。

### 24日
- 吉姆·艾倫，72歲，英國劇作家。[78]
- 別所毅彦，76歲，日本棒球運動員。[79]
- 休·卡特，78歲，美國政治家和商人。
- 傑夫·勞森，54歲，英國汽車設計師，死於中風。[80]
- 多蘿西·李，88歲，美國女演員和喜劇演員，呼吸衰竭而死。[81]
- 傑克·穆林，85歲，美國音響工程師。[82]
- 喬·雷丁頓，82歲，美國狗搗亂者，Iditarod Trail雪橇犬比賽的聯合創始人，死於癌症。[83]
- 肖恩·湯瑪斯，98歲，愛爾蘭足球經理。

### 25日
- 彼得·阿貝萊斯，75歲，奧地利-澳大利亞商人。[84]
- Rawilja Agletdinowa，39歲，蘇聯中長跑運動員，死於交通事故。
- 查利·英格利什，89歲，美國職業棒球大聯盟球員。[85]
- Fred Feast，69歲，英國演員（加冕街），死於癌症。
- 湯米·伊萬，88歲，加拿大冰球教練兼總經理，腎臟疾病的併發症。
- 葉夫根尼·莫爾古諾夫，72歲，蘇聯和俄羅斯演員，電影導演和編劇，死於中風。
- 村下孝藏，46歲，日本創作型歌手，腦出血而死。
- 奧利弗·奧卡塞克，73歲，美國政治家，死於肝癌，結直腸癌。
- 豪爾赫·貢戈拉·奧赫達，92歲，秘魯足球運動員。
- 拉尔斯·斯文松，72歲，瑞典冰球守門員和奧運獎牌得主。[86]
- 弗蘭克·塔洛夫，83歲，美國編劇，被列入黑名單，死於癌症。[87]
- 弗雷德·特朗普，93歲，美國房地產開發商，唐納·川普之父，肺炎。[88]

### 26日
- 安傑洛·貝泰利，78歲，美國橄欖球運動員，死於腦癌。[89]
- 查理斯·柯林斯，95歲，美國歌手和演員，死於肺炎。[90]
- 穆扎·克雷普科戈爾斯卡婭，74歲，蘇聯和俄羅斯戲劇和電影女演員。
- 蒂姆·拉亞納（Tim Layana），35歲，美國棒球運動員，車禍。[91]
- 伊日·佩利坎，76歲，捷克斯洛伐克記者和政治家，死於癌症。[92]
- 約翰·R·菲力浦，72歲，澳大利亞物理學家和水文學家。[93]
- 鮑勃斯·沃森，68歲，美國演員和衛理公會牧師，死於前列腺癌。[94]

### 27日
- 費爾南多·阿爾瓦雷斯，61歲，美國純種賽馬騎師和訓練師。
- 哈裡特·P·杜斯坦，美國醫生。
- Einar Englund，83歲，芬蘭作曲家。[95]
- 洞口孝治，45歲，日本橄欖球運動員，死於交通事故。
- 威廉·霍特爾（Wilhelm Höttl），84歲，奧地利納粹分子，二戰期間大屠殺肇事者。[96]
- Isaac C. Kidd， Jr.，79歲，美國海軍上將，死於癌症。[97]
- 約翰·蘭裡奇，89歲，英國板球運動員。[98]
- 齊格弗裡德·洛維茨，84歲，德國演員。[99]
- Marion Motley，79歲，美式橄欖球運動員，前列腺癌。[100]
- 乔治斯·帕帕佐普洛斯，80歲，希臘政治家，總理（1967-1973）和獨裁者，死於癌症。[101]
- Truus van Aalten，88歲，荷蘭女演員。[102]
- 沃爾丁厄姆的羅本斯男爵阿爾弗雷德·羅本斯，88歲，英國工會會員、政治家和實業家。

### 28日
- 維爾·伯德，88歲，安地瓜和巴布達第一任總理。[103]
- 路易士·杜卡特爾（Louis Ducatel），97歲，法國政治家和商人。[104]
- 希爾德·克拉爾（Hilde Krahl），82歲，奧地利電影女演員。[105]
- Eugenio Lopez， Jr.，70歲，菲律賓商人，死於癌症。
- 約翰·伍爾夫爵士，86歲，英國電影製片人。
- 阿納托利·熱格拉諾夫，56歲，蘇聯和烏克蘭跳臺滑雪運動員和奧運選手。[106]

### 29日
- 艾倫·卡爾（Allan Carr），62歲，美國電影，電視和戲劇製片人（La Cage aux Folles），肝癌。[107]
- 邁克爾·胡克（Michael Hooker），53歲，美國學者，非霍奇金淋巴瘤併發症。[108]
- 卡列金一世，66歲，亞美尼亞使徒教會的敘利亞天主教徒，癌症。[109]
- 德克蘭·穆赫蘭德（Declan Mulholland），66歲，北愛爾蘭演員，心臟病發作。
- 康斯坦斯·沙克洛克，86歲，英國女低音。[110]
- 伯特·謝夫特，97歲，俄裔美國電影作曲家。[111]

### 30日
- 鮑勃·巴克斯，72歲，美國田徑運動員，擲錘世界紀錄保持者。[112]
- 愛德華·布巴特，75歲，法國攝影記者和藝術攝影師，死於白血病。[113]
- 克利福德·查理斯·巴特勒，77歲，英國物理學家。[114]
- 迪恩·弗雷德里克斯，75歲，美國影視演員，死於癌症。[115]
- 沃爾特·詹森，56歲，美國橄欖球運動員。[116]
- 瑪爾塔·拉巴爾，87歲，法裔美國歌手和女演員。[117]
- 貝弗裡奇·韋伯斯特，91歲，美國鋼琴家和教育家。[118]